# 新锡德勒湖畔普巴赫
新锡德勒湖畔普巴赫是奥地利布尔根兰州艾森斯塔特城郊县的一个市镇。总面积45.84平方公里，总人口2726人，人口密度59.5人/平方公里（2011年）。